# 양산 신기리 지석묘
양산 신기리 지석묘(梁山 新基里 支石墓)는 대한민국 경상남도 양산시 신기동에 있는 고인돌이다. 1990년 12월 20일 경상남도의 기념물 제103호로 지정되었다.

## 개요
지석묘는 청동기시대의 대표적인 무덤으로 고인돌이라고도 부르며, 주로 경제력이 있거나 정치권력을 가진 지배층의 무덤으로 알려져 있다.
우리나라의 고인돌은 4개의 받침돌을 세워 돌방을 만들고 그 위에 거대하고 평평한 덮개돌을 올려 놓은 탁자식과, 땅 속에 돌방을 만들고 작은 받침돌을 세운 뒤 그 위에 덮개돌을 올린 바둑판식으로 구분된다.
경상남도 양산시 신기리에 남아 있는 1기의 고인돌은 일반적인 바둑판식에 해당하며, 덮개돌은 길이 2.4m, 너비 1.55m이다. 고인돌의 하부구조는 조사가 되지 않아 정확하게 알 수 없지만 지하에 무덤방이 있을 것으로 추정된다.

## 참고 자료
- 양산 신기리 지석묘 - 국가유산청 국가유산포털